# Calumma crypticum
Calumma crypticum är en ödleart som beskrevs av  Christopher John Raxworthy och NUSSBAUM 2006. Calumma crypticum ingår i släktet Calumma och familjen kameleonter. IUCN kategoriserar arten globalt som livskraftig. Inga underarter finns listade.